# 萬潤科技
深圳萬潤科技股份有限公司，簡稱深圳萬潤科技股份、深圳萬潤科技、萬潤科技，以及萬潤科技股份（英語：SHENZHEN MASON TECHNOLOGIES CO, LTD.，深交所：002654），在2002年由李志江（董事長），羅明（總裁）等創立。
業務从事研发、设计、生产和销售为一体的中、高端LED光源器件封装和LED应用照明产品。總部位於深圳市光明区光明办事处圳美公常路北侧雅盛科技工业园厂房B栋。股份在2012年2月17日於深圳證券交易所創業板上市。公开发行股票2,200万股，发行后总股本8,800.00万人民幣元，发行价格12.00元人民幣/股，募集资金2.64亿人民幣元。

## 連結
- Mason-LED.com （页面存档备份，存于）